# Escuela Normal José Manuel Estrada
La Escuela Normal “José Manuel Estrada” está ubicada en la calle Sargento Juan Cabral 2120, de la Ciudad de Corrientes, Provincia de Corrientes, Argentina. Localmente se la conoce como Escuela Regional. En el año 2014 es declarada "Monumento Histórico Nacional", según el decreto 230 firmado por la presidenta Cristina Fernández de Kirchner. En la fachada del edificio puede leerse «ESCUELA Nmal. DE PROFESORES JOSE MANUEL ESTRADA».

## Historia
En el año 1886 el doctor Miguel Juárez Celman, por entonces Presidente de la Nación, promulgó la Ley N.º 1897 que disponía el establecimiento en la ciudad de Corrientes de una Escuela Normal de Maestros para Varones. El Poder Ejecutivo Nacional Argentino designó al personal directivo, docente y administrativo, y el 15 de junio de 1887 se iniciaron las clases, con cuarenta y nueve (49) alumnos para el primer año del curso secundario y doscientos cincuenta (250) alumnos para los grados primarios.
En sus inicios la escuela funcionó en dos inmuebles, uno alquilado a los hermanos Rodolfo y Cipriano Lagraña —hoy monumento histórico nacional, conocido como 'Casa Lagraña'— y otro perteneciente a don Federico Pampín, ambos ubicados en la calle actualmente denominada Carlos Pellegrini.
Durante la segunda presidencia del general Julio Argentino Roca se impulsó una reforma educativa que dio lugar a la creación de las llamadas Escuelas Normales Regionales de Maestros con sistema de internados. En el año 1903 el país fue dividido en tres regiones: Noreste, con centro en la Provincia de Catamarca, con influencia en las Provincias de La Rioja, Santiago del Estero, Tucumán, Salta y Jujuy; Central, con centro en la Provincia de San Luis, con influencia en las Provincias de San Juan, Mendoza y Córdoba, y Litoral, con centro en la Provincia de Corrientes e influencia en las Provincias de Entre Ríos, Chaco, Santa Fe, Formosa y Misiones.
La Escuela Normal de Maestros, en su nueva etapa como Regional, inició sus clases el 1 de junio de 1903, con la dirección interina del doctor Juan Ramón Bonastre.
La particular modalidad de las Escuelas Normales Regionales requería la urgente construcción de edificios adaptados a las nuevas necesidades, con pabellones para gabinetes de trabajos prácticos, aulas y habitaciones para alumnos internados. En el año 1904 el Ministerio de Justicia e Instrucción Pública, en cumplimiento de la Ley N.º 4270 de edificación escolar, encargó al arquitecto Carlos Altgelt el proyecto del nuevo inmueble. Además del edificio escolar, en el año 1905 se autorizó la construcción de la residencia del director, de cinco casas para profesores y de pabellones de internado, pero por diversas modificaciones en el proyecto, las obras se paralizaron parcialmente hasta el año 1913.
El pabellón escolar tiene un ala principal con ingreso axial de forma poligonal y dos alas laterales, donde se ubicaban en planta baja la dirección, el gimnasio, aulas, talleres y salas de dibujo, en tanto que la planta alta, además de aulas, alojaba al salón de actos, los gabinetes de física y química y el Museo de Historia Natural.
La Escuela es un testimonio relevante de la importancia atribuida a la formación de docentes, en el marco de un proyecto educativo que distinguió a nuestro país en el continente americano.
Por Ley N.º 4287, del 31 de julio de 1989, fue declarada de interés histórico provincial por la Legislatura de la provincia de Corrientes.
Por Decreto 230/2014 del Poder Ejecutivo Nacional, publicado el 07/03/2014, en página 5 del Boletín Oficial de la República Argentina, se declara "Monumento Histórico Nacional" a la Escuela Normal “José Manuel Estrada”.